# رالف بولانگ
رالف بولانگ (انگلیسی: Ralf Bulang؛ زادهٔ ۲ فوریهٔ ۱۹۹۱) بازیکن فوتبال اهل آلمان است.
از باشگاه‌هایی که در آن بازی کرده‌است می‌توان به باشگاه ورزشی وردر برمن اشاره کرد.